# 1re armée (Japon)
Pour les articles homonymes, voir 1re armée.
La 1re armée (第1軍, Dai-ichi gun) est une unité de l'armée impériale japonaise qui fut créée et dissoute à trois reprises différentes durant son histoire.

## Histoire
La 1re armée est initialement créée durant la première guerre sino-japonaise du 1er septembre 1894 au 28 mai 1895 sous le commandement du général Yamagata Aritomo. Elle participe à toutes les batailles importantes de ce conflit et est dissoute après la victoire finale.
Elle est recréée pour la guerre russo-japonaise du 2 février 1904 au 9 décembre 1905 sous le commandement du général Kuroki Tamemoto. Ses forces sont les premières à débarquer en Corée et en Mandchourie et participent à la plupart des batailles importantes du conflit, comme la bataille du fleuve Yalou, la bataille du col de Motien, la bataille de Liaoyang, la bataille du Cha-Ho, la bataille de Sandepu et la bataille de Mukden. Elle est de nouveau dissoute après la victoire finale.
La 1re armée est recréée une troisième fois le 26 août 1937 à Tianjin en Chine sous le commandement de l'armée japonaise de garnison de Chine. En plus de sa mission de protéger les établissements japonais de Tiajin, elle sert comme force de soutien à la nouvelle armée régionale japonaise de Chine du Nord après l'incident du pont Marco Polo durant la seconde guerre sino-japonaise. Elle participe par la suite à diverses campagnes dans le nord de la Chine, comme la bataille de Pékin-Tianjin, l'opération de la voie ferrée Pékin-Hankou et la bataille de Taiyuan avant d'être démobilisée à Taiyuan au Shanxi après la reddition du Japon le 30 septembre 1945.

## Commandement

### Commandants
|   | Nom                                      | De                 | À                 |
| - | ---------------------------------------- | ------------------ | ----------------- |
| 1 | Maréchal Yamagata Aritomo                | 1er septembre 1894 | 19 décembre 1894  |
| 2 | Maréchal Nozu Michitsura                 | 19 décembre 1894   | 28 mai 1895       |
| X | dissoute                                 | 28 mai 1895        | 2 février 1904    |
| 3 | Maréchal Kuroki Tamemoto                 | 2 février 1904     | 9 décembre 1905   |
| X | dissoute                                 | 9 décembre 1905    | 31 août 1937      |
| 4 | Lieutenant-général Kiyoshi Katsuki       | 26 août 1937       | 30 mai 1938       |
| 5 | Général Yoshijirō Umezu                  | 30 mai 1938        | 7 septembre 1939  |
| 6 | Lieutenant-général Yoshio Shinozuka (en) | 7 septembre 1939   | 20 juin 1941      |
| 7 | Lieutenant-général Yoshio Iwamatsu (de)  | 20 juin 1941       | 1er août 1942     |
| 8 | Général Teiichi Yoshimoto                | 1er août 1942      | 22 novembre 1944  |
| 9 | Lieutenant-général Raishirō Sumita (de)  | 22 novembre 1944   | 30 septembre 1945 |

### Chef d'état-major
|    | Nom                                   | De                 | À                 |
| -- | ------------------------------------- | ------------------ | ----------------- |
| 1  | Major-général Ogawa Mataji            | 1er septembre 1894 | 28 mai 1895       |
| X  | dissoute                              | 28 mai 1895        | 2 février 1904    |
| 2  | Major-général Fujii Shigeta           | 2 février 1904     | 9 décembre 1905   |
| X  | dissoute                              | 9 décembre 1905    | 26 août 1937      |
| 3  | Major-général Gun Hashimoto           | 26 août 1937       | 27 janvier 1938   |
| 4  | Major-général Shōjirō Iida            | 27 janvier 1938    | 9 novembre 1938   |
| 5  | Lieutenant-général Senichi Kushibuchi | 9 novembre 1938    | 9 mars 1940       |
| 6  | Major-général Ryūkichi Tanaka         | 9 mars 1940        | 2 décembre 1940   |
| 7  | Major-général Hideyoshi Kusuyama      | 2 décembre 1940    | 1er décembre 1941 |
| 8  | Lieutenant-général Tadashi Hanaya     | 1er décembre 1941  | 23 octobre 1943   |
| 9  | Major-général Ichimaro Horike         | 23 octobre 1943    | 16 décembre 1944  |
| 10 | Major-général Michitake Yamaoka       | 16 décembre 1944   | septembre 1945    |